# Chiesa di San Venceslao (Boseň)
La chiesa di San Venceslao (in ceco Kostel svatého Václava) è il luogo di culto cattolico che si trova a Boseň, comune del Distretto di Mladá Boleslav, nella Boemia Centrale, Repubblica Ceca. Si tratta di una parrocchiale appartenente alla diocesi di Litoměřice, suffraganea dell'arcidiocesi di Praga. Risale al XVIII secolo ed è considerata monumento culturale nazionale.

## Storia

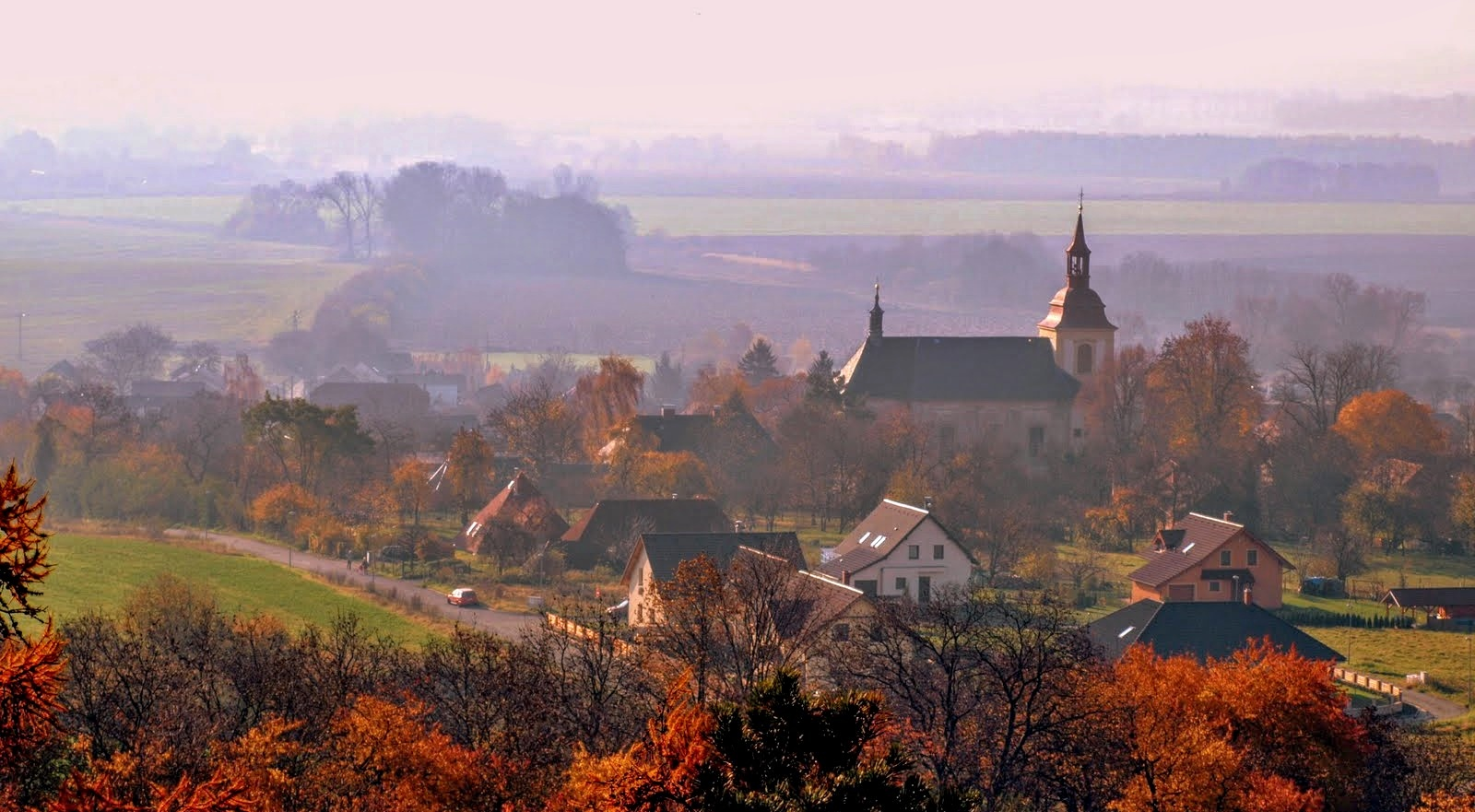
Chiesa di San Venceslao nell'abitato di Boseň

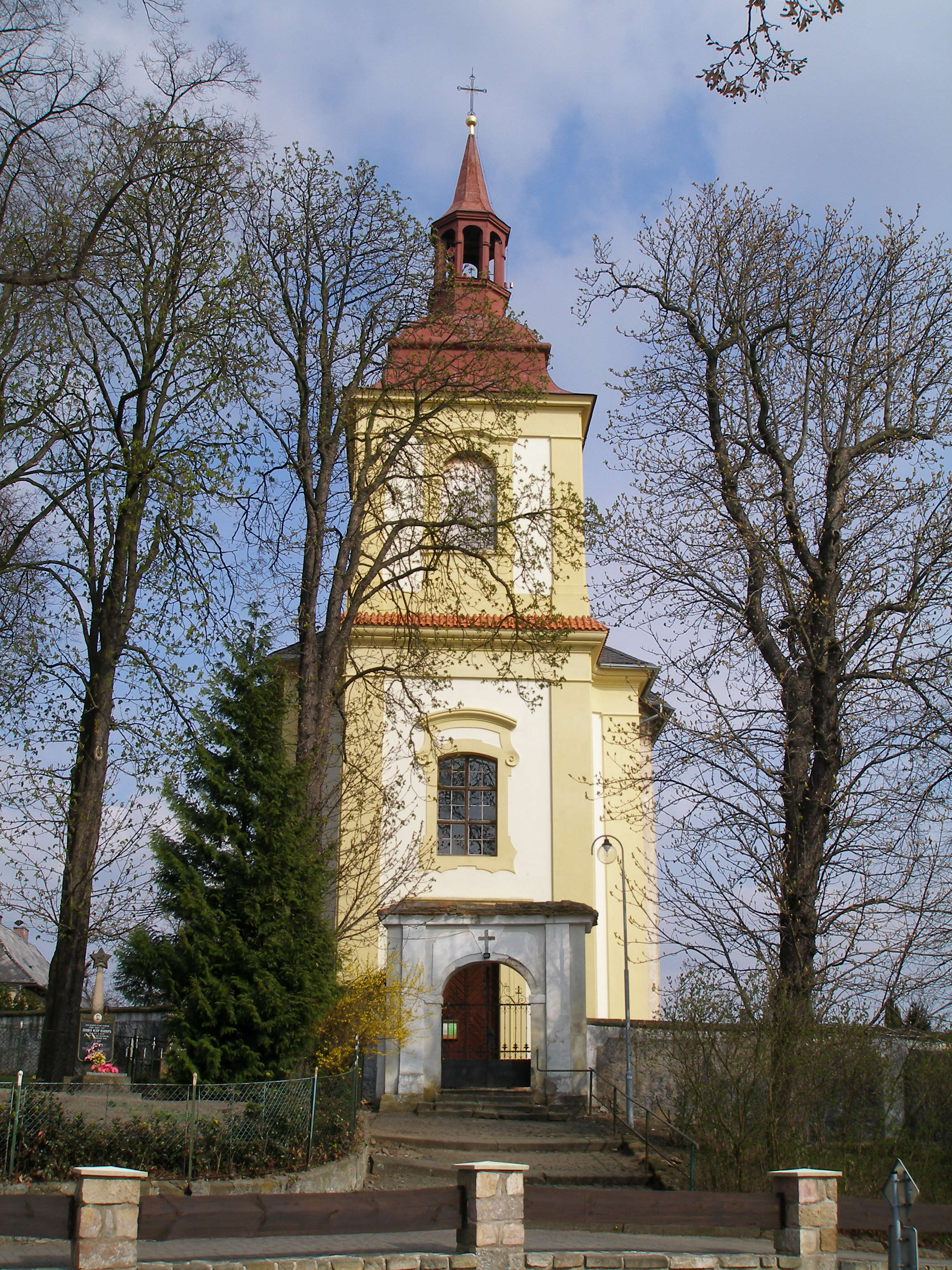
Facciata e cancello di accesso al sagrato dopo la breve scalinata

Sul sito dell'originaria chiesa gotica con dedicazione a San Giovanni Battista risalente al XIV secolo venne edificato, nella prima metà del XVIII secolo, un edificio barocco. Il primo luogo di culto venne quasi completamente demolito nel 1700 e del primo edificio restano poche tracce, come un'antica campana con l'iscrizione che riporta l'anno 1567. Oltre alla campana si è conservato il frammento di una mensola in arenaria col motivo di foglie di tiglio murato nel lato interno del muro di recinzione settentrionale del cimitero. La nuova chiesa, dedicata a Venceslao di Boemia, fu costruita per volontà della contessa Marie Alžběta di Valdštejn, nata a Fürstenberg. La chiesa fu consacrata il 28 settembre 1729. Verso la fine del XX secolo, tenendo conto delle modeste possibilità finanziarie della Chiesa locale e del comune, è iniziato il restauro conservativo e strutturale di questo importante monumento ormai in certi punti fatiscente. Le capriate della copertura più danneggiate vennero rimosse e sostituite, venne riparata la cupola della torretta con la sostituzione della copertura, fu rifatto l'impianto elettrico e anche le intonacature sono state rifatte. Dal 2003 sono ripresi i servizi di culto regolari anche se molti lavori sono rimasti in fase progettuale.

## Descrizione

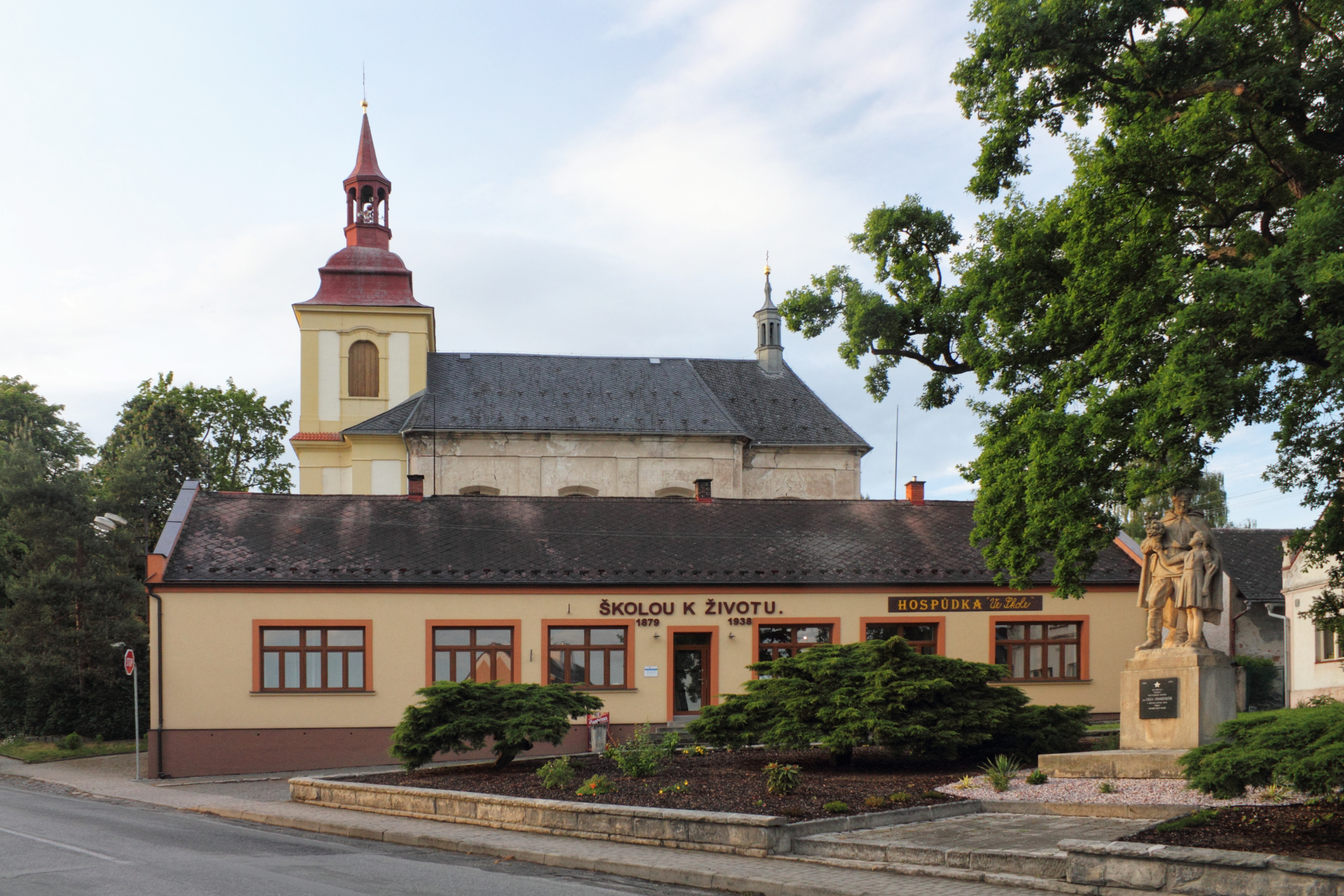
Chiesa vista dal lato destro

### Esterni
La chiesa di San Venceslao si trova a Boseň comune della Boemia Centrale in Repubblica Ceca. Edificata come chiesa cimiteriale in epoca tardo barocca e ricostruita nel XVIII secolo diventando chiesa parrocchiale, mostra orientamento tradizionale verso est ed è circondata dal cimitero della comunità con accanto la camera mortuaria. Il complesso si trova in posizione leggermente elevata su una collina sul lato orientale della cittadina. La torre campanaria si trova sulla facciata d'ingresso e costituisce un elemento distintivo dominante della piazza del paese. Attorno è presente un muro di cinta in pietra con 2 porte ad arco. Il cancello d'ingresso principale è accessibile dalla piazza. Il secondo ingresso, dedicato al cimitero, è accessibile vicino ai locali della canonica vicina al presbiterio rettangolare. Nell'angolo sud est del cimitero si trova la camera mortuaria con una piccola lapide stile impero di J. Hoppe di Valečov del 1816.

### Interni
La navata interna è unica con pareti in mattoni, a pianta rettangolare. Il presbiterio, pure a pianta rettangolare permette l'accesso alla sagrestia. Le finestre hanno persiane semicircolari. La navata e la sacrestia sono in vetro cilindrico lunettato. Il presbiterio è vetrato con croce liscia. L'altare maggiore conserva una pala d'altare rococò probabilmente del XVIII secolo col dipinto più antico della sala e raffigurante l'Uccisione di San Venceslao, opera del pittore Jan Jiří Hertl. Nel prolungamento dell'altare si trova l'immagine originale raffigurante Santa Caterina. Degne di nota sono diverse statue barocche realizzate dai fratelli Martin e Josef Jiří Jelínk di Kosmonos, che si trovano sulle porte. A Josef Jiří Jelínek sono attribuite anche le decorazioni scultoree del pulpito e il gruppo di figure raffiguranti il Battesimo del Signore sul coperchio del fonte battesimale in legno. Nella chiesa sono presenti due altari laterali. L'altare barocco dell'Annunciazione della Vergine Maria sul lato sinistro risale al 1731. Questo altare è incorniciato da un dipinto originale, di cui non si conosce l'autore e dal dipinto raffigurante Sant'Anna di Jiří Hisler. L'altare dedicato a Giovanni Nepomuceno è un'opera d'arte neobarocca dei fratelli Konstantin e Dominik Bušké del 1897 con un dipinto dello stesso periodo.
Il confessionale barocco risale al 1723. Gli autori della Via Crucis sono i pittori Josef August Bubák di Bělé pod Bezdězem e Alois Bubák di Kosmonos. L'organo a canne nella sala fu costruito nel 1899 dalla ditta praghese Rejna-Černý.

### Monumento nazionale culturale della Repubblica Ceca
La tutela dei monumenti della Repubblica Ceca considera la chiesa di San Venceslao di Boseň un monumento culturale nazionale tutelato col numero di catalogo 1000146329. 
Oggetto di tutela sono la chiesa di San Venceslao, l'obitorio con la lapide di J. Hoppe, un muro di cinta con 2 ingressi, una croce di pietra davanti alla chiesa e il terreno compreso.